# 非獸性男女
《非獸性男女》（日语：獣になれない私たち），2018年10月10日起於水10時段播出，由新垣結衣、松田龍平雙主演，編劇為野木亞紀子，此劇亦為新垣第四次與野木編劇合作，主要導演則為水田伸生。

## 登場人物

### 主要人物
- 深海晶〈30〉－新垣結衣 飾演（主演）

IT電商營業助理；總是面帶笑容、工作完美而想坦率戀愛的女性。
- 根元恒星〈33〉－松田龍平 飾演（主演）

自行開設事務所；不相信任何人，但受女性歡迎的毒舌會計師。

### 樫村地所
- 花井京谷－田中圭 飾演

商業施設開發部職員，深海晶交往4年的男友。
- 橋爪－山口馬木也 飾演（第2集）

商業施設開發部部長，花井京谷的上司；深海晶的前上司，兩年派遣員工後，轉介至現公司任職。
- 筧文彦－吉村界人 飾演（第2、3、6、7集）

花井京谷的後輩。

### IT電商企業「TSUKUMO·CREATE·JAPAN」
- 上野發－犬飼貴丈 飾演

對工作沒熱忱的業務新人。
- 松任谷夢子－伊藤沙莉 飾演

活潑但會添亂子業務員。
- 佐久間久作－近藤公園 飾演

公司系統工程師領頭。
- 九十九劍兒－山内圭哉 飾演

IT電商企業的社長。

### 花井家族
- 花井千春－田中美佐子 飾演

花井京谷之母。
少女時期的千春由森七菜飾演
- 花井克巳－白石伊志 飾演

花井京谷臥病在床之父。
- 花井拓馬－金井勇太 飾演

花井京谷之兄。
- 花井文美－青山倫子 飾演

花井拓馬之妻。
- 花井凛人－晴瑠 飾演

花井拓馬與花井文美之子。

### 根元家族
- 根元亮一－大河内浩 飾演

根元恒星之叔父。
- 根元陽太－安井順平 飾演

根元恒星之兄。

### 其他人物
- 長門朱里－黒木華 飾演

花井京谷前女友，無業，四年來都賴在前男友家。
- 橘呉羽－菊地凛子 飾演

根元恆星前女友，橘開司之妻。
- 橘開司－ 飯尾和樹 飾演

橘吳羽之夫，線上遊戲公司的經營者及開發者。
- 岡持三郎－一之瀨亙 飾演

根元恆星事務所附近的拉麵店員。
- 塔克拉瑪干齋藤－松尾貴史 飾演

酒吧老闆。

### 各集客串

#### 第1話
- 原口正人－山口森廣 飾演

天草製藥的部長，松任谷的客户。

#### 第2話
- 勝－八嶋智人 飾演

某間瀕臨倒閉的公司社長。
- 高梨－松本博之 飾演

付款給根元恆星要求幫忙作帳的謎之男。

#### 第3話
- 堀田－三浦誠己 飾演

根元恒星前公司的前輩。
- 被根元恒星帶走的女性－穂志もえか 飾演

「5tap」酒吧開幕一週年記念，跟著喝醉的恆星離開的女性。
- 被帶走的女性的女性友人－水口早香 飾演

在旁聽抱怨的女性。

## 製作團隊
- 編劇：野木亞紀子
- 製作人：西憲彦、 松本京子、大塚英治
- 導演：水田伸生、相沢淳、明石広人
- 編審：
- 音樂：平野義久
- 主題歌：愛繆「今夜就這樣」（unBORDE／WARNER MUSIC JAPAN）
- 插曲：Vicke Blanka（日语：ビッケブランカ）「白皚」（avex trax）
- 會計師監修：柳澤令
- 醫療監修：原義明
- 協助：K-factory（日语：ケイファクトリー）
- 製作出品：NTV

## 播出日程及收視率
- 收視率最高值以紅色表示，收視率最低值以藍色表示。

| 集數                                                   | 播出日期 | 中文標題 | 日文標題 | 導演     | 收視率 | 備註         |
| ------------------------------------------------------ | -------- | -------- | -------- | -------- | ------ | ------------ |
| 第1集                                                  | 10月10日 |          |          | 水田伸生 | 11.5%  | 10分鐘加長版 |
| 第2集                                                  | 10月17日 |          |          | 水田伸生 | 8.5%   |              |
| 第3集                                                  | 10月24日 |          |          | 相澤淳   | 8.1%   |              |
| 第4集                                                  | 10月31日 |          |          | 水田伸生 | 6.7%   | 延後75分播出 |
| 第5集                                                  | 11月7日  |          |          | 水田伸生 | 8.3%   |              |
| 第6集                                                  | 11月14日 |          |          | 相澤淳   | 10.0%  |              |
| 第7集                                                  | 11月21日 |          |          | 明石広人 | 8.6%   |              |
| 第8集                                                  | 11月28日 |          |          | 水田伸生 | 9.9%   |              |
| 第9集                                                  | 12月5日  |          |          | 相沢淳   | 7.1%   |              |
| 最終集                                                 | 12月12日 |          |          | 水田伸生 | 8.3%   |              |
| 平均收視率8.7%（收視率由Video Research於關東地區統計） |          |          |          |          |        |              |

## 獎項
| 受賞式                   | 獎項         | 得獎者             | 結果 |
| ------------------------ | ------------ | ------------------ | ---- |
| 2018年銀河賞             | 12月度月間賞 | 無法成為野獸的我們 | 獲獎 |
| 第14回CONFiDENCE日劇大獎 | 助演女優賞   | 黑木華             | 獲獎 |
| 第99回日劇學院賞         | 作品賞       | 無法成為野獸的我們 | 提名 |
| 第99回日劇學院賞         | 主演女優賞   | 新垣結衣           | 提名 |
| 第99回日劇學院賞         | 助演女優賞   | 黑木華             | 提名 |
| 第99回日劇學院賞         | 戲劇歌曲賞   | 愛繆               | 提名 |
| 第99回日劇學院賞         | 編劇賞       | 野木亞紀子         | 提名 |
| 第37回向田邦子賞         | 編劇         | 野木亞紀子         | 獲獎 |
| 東京國際戲劇節 2019      | 助演女優賞   | 黑木華             | 獲獎 |

## 外部連結
- 非獸性男女的X（前Twitter）（日語）
- 非獸性男女的Instagram帳戶（日語）

| 日本電視台 日本電視台週三連續劇    | 日本電視台 日本電視台週三連續劇                | 日本電視台 日本電視台週三連續劇 |
| ---------------------------------- | ---------------------------------------------- | ------------------------------- |
|                                    | 無法成為野獸的我們 （2018.10.10 - 2018.12.12） |                                 |
| 高嶺之花 （2018.7.11 - 2018.9.12） | 房仲女王的逆襲 （2019.1.9 - 2019.3.13）        |                                 |